# Gösta Åsbrink
Karl Gösta Åsbrink, född 18 november 1881, död 19 april 1966, var en svensk gymnast och modern femkampare. 
Han deltog i Olympiska sommarspelen 1908 och 1912. År 1908 tog han guld i gymnastik tillsammans med det svenska laget. År 1912 tog han silver i modern femkamp (28 poäng) efter svensken Gösta Lilliehöök. Det var första gången denna gren var med i Olympiska spelen.
I gymnastik tävlade han för Stockholms GF. Åsbrink är begravd på Skogskyrkogården i Stockholm.
Han medföljde kronrpinsparet, blivande konung Gustaf VI Adolf och Louise Mountbatten, på deras stora resa 1926-1927 till USA, Japan, Korea, Kina, Hawaii. Han gjorde 1932-1933 resor till Västindien, Kuba, Venezuela, Colombia och Panama.